# Феррейра, Уэйн
Уэйн Ричард Феррейра (англ. Wayne Richard Ferreira; род. 15 сентября 1971 года в Йоханнесбурге, ЮАР) — южноафриканский теннисист; призёр теннисного турнира Олимпиады 1992 года в парном разряде; победитель 26 турниров ATP (15 — в одиночном разряде); бывшая шестая ракетка мира в одиночном разряде и бывшая девятая — в парном.

## Спортивная карьера
В 1989 году, в свой первый сезон в ранге профессионала, Уэйн Феррейра выиграл Открытый чемпионат США среди юношей в паре с соотечественником Грантом Стаффордом. Он также дважды выходил в финал «челленджеров» в Йоханнесбурге.
В 1991 году Феррейра выиграл свои первые два турнира АТР в парном разряде, в том числе и турнир серии Мастерс, пробился с другим своим соотечественником Питом Норвалом в полуфинал Уимблдонского турнира в парах и вошёл в первую сотню рейтинга среди одиночек.
В 1992 году на Олимпиаде в Барселоне Феррейра и Норвал стали первыми олимпийскими призёрами от Южно-Африканской Республики после 32-летнего перерыва. Южноафриканская пара вышла в финал мужского парного турнира, победив в пяти сетах хорватов Иванишевича и Прпича, но в матче за золото в упорной борьбе (четыре сета, из них два проиграны на тай-брейке) уступили Борису Беккеру и Михаэлю Штиху. В этом же году Феррейра выиграл свои первые турниры АТР в одиночном разряде и вышел в четвертьфинал Открытого чемпионата США.
Самым успешным в одиночной карьере Феррейры стал 1994 год, за который он 7 раз играл в финалах турниров АТР и выиграл пять из них. Ему также удалось дойти до 1/8 финала Открытого чемпионата Австралии и четвертьфинала Уимблдона, что обеспечило ему участие в Кубке Большого шлема в конце сезона. Он продолжил победную серию в первой половине 1995 года и в мае этого года поднялся на наивысшую в своей карьере шестую строчку в рейтинге. Он завоевал право играть в чемпионате мира по версии АТР и на групповом этапе выиграл две встречи из трёх, в том числе и у первой ракетки мира Пита Сампраса, но поражение от будущего чемпиона Бориса Беккера не позволило ему выйти в полуфинал. В парном разряде он дважды дошёл до полуфиналов турниров Большого шлема, на Уимблдоне (со Штихом) и в США (с Марком Ноулзом (Багамы). В этом же году он помог своей сборной выйти в Мировую группу Кубка Дэвиса.
В конце 90-х годов двадцатого века и начале следующего десятилетия основные успехи Феррейры были связаны с игрой в парном разряде. За эти годы он сыграл в 11 финалах и выиграл шесть из них, в том числе пять с Евгением Кафельниковым. Четыре победы были одержаны в турнирах класса Мастерс. За этот же период он выиграл два турнира в одиночном разряде, в том числе турнир класса Мастерс в Штутгарте. Со своим однофамильцем Эллисом Феррейрой он дошёл до четвертьфинала Олимпиады 1996 года в Атланте и того же успеха добился в одиночном разряде, проиграв только будущему чемпиону Андре Агасси, а с Кафельниковым вторично вышел в полуфинал Открытого чемпионата США в 2000 году.
Феррейра провёл 59 игр за сборную ЮАР в Кубке Дэвиса, одержав 30 побед в одиночном и 11 побед в парном разряде. При его активном участии сборная поднялась из третьей Европейско-Африканской группы, где она находилась в 1992 году, до Мировой группы в 1995 году, причём Феррейра за это время выиграл подряд 22 матча, как в одиночном разряде, так и в парах. Феррейре и сборной ЮАР удалось задержаться в Мировой группе на четыре года и трижды побывать в четвертьфинале Кубка Дэвиса. Символично, что, уже закончив выступления на индивидуальных турнирах, в 2005 году он ещё провёл два матча за сборную ЮАР против Германии, но уже не смог противостоять Томми Хаасу и Райнеру Шуттлеру, уступив в обеих встречах.

## Участие в финалах турниров АТР (47)
| Легенда                              |
| Большой шлем (0)                     |
| Финал Олимпийских игр (1)            |
| Кубок Мастерс/чемпионат мира АТР (0) |
| Серия АТП Мастерс (15)               |
| Серия ATP Championship (8)           |
| ATP-тур (23)                         |

### Одиночный разряд (23)

#### Победы (15)
| №   | Год         | Турнир                                               | Покрытие | Соперник в финале | Счёт в финале              |
| 1.  | 15 июн 1992 | Stella Artois Championships, Лондон, Великобритания  | Трава    | Сюдзо Мацуока     | 6–3, 6–4                   |
| 2.  | 31 авг 1992 | Скенектади, США                                      | Хард     | Джейми Морган     | 6–2, 6–75, 6–2             |
| 3.  | 10 янв 1994 | Оаху, Гавайи, США                                    | Хард     | Ричи Ренеберг     | 6–4, 6–73, 6–1             |
| 4.  | 22 авг 1994 | RCA Championships, Индианаполис, США                 | Хард     | Оливье Делатр     | 6–2, 6–1                   |
| 5.  | 19 сен 1994 | Grand Prix Passing Shot, Бордо, Франция              | Хард     | Джефф Таранго     | 6–0, 7–5                   |
| 6.  | 3 окт 1994  | Swiss Indoors, Базель                                | Хард (i) | Патрик Макинрой   | 4–6, 6–2, 7–67, 6–3        |
| 7.  | 17 окт 1994 | Открытый чемпионат Тель-Авива, Израиль               | Хард     | Амос Мансдорф     | 7–64, 6–3                  |
| 8.  | 13 фев 1995 | Dubai Tennis Championships, ОАЭ                      | Хард     | Андреа Гауденци   | 6–3, 6–3                   |
| 9.  | 8 мая 1995  | BMW Open, Мюнхен, Германия                           | Грунт    | Михаэль Штих      | 7–5, 7–66                  |
| 10. | 16 окт 1995 | Острава, Чехия                                       | Ковёр    | Маливай Вашингтон | 3–6, 6–4, 6–3              |
| 11. | 23 окт 1995 | Гран-при Лиона, Франция                              | Ковёр    | Пит Сампрас       | 7–62, 5–7, 6–3             |
| 12. | 11 мар 1996 | Franklin Templeton Classic, Скоттсдейл, Аризона, США | Хард     | Марсело Риос      | 2–6, 6–3, 6–3              |
| 13. | 26 авг 1996 | Canadian Open, Торонто                               | Хард     | Тодд Вудбридж     | 6–2, 6–4                   |
| 14. | 6 ноя 2000  | Штутгарт Мастерс, Германия                           | Хард (i) | Ллейтон Хьюитт    | 7–66, 3–6, 6–75, 7–62, 6–2 |
| 15. | 4 авг 2003  | Лос-Анджелес, США                                    | Хард     | Ллейтон Хьюитт    | 6–3, 4–6, 7–5              |

#### Поражения (8)
| №  | Год         | Турнир                                                  | Покрытие | Соперник в финале | Счёт в финале            |
| 1. | 17 фев 1992 | Federal Express International, Мемфис, США              | Хард (i) | Маливай Вашингтон | 6–3, 6–2                 |
| 2. | 20 июл 1992 | Mercedes Cup, Штутгарт, Германия                        | Грунт    | Андрей Медведев   | 6–1, 6–4, 6–75, 2–6, 6–1 |
| 3. | 8 мар 1993  | Newsweek Champions Cup, Индиан-Уэллс, США               | Хард     | Джим Курье        | 6–3, 6–3, 6–1            |
| 4. | 14 июн 1993 | Stella Artois Championships, Лондон, Великобритания     | Трава    | Михаэль Штих      | 6–3, 6–4                 |
| 5. | 28 фев 1994 | ABN AMRO World Tennis Tournament, Роттердам, Нидерланды | Ковёр    | Михаэль Штих      | 4–6, 6–3, 6–0            |
| 6. | 20 июн 1994 | Открытый чемпионат Манчестера, Великобритания           | Трава    | Патрик Рафтер     | 7–65, 7–64               |
| 7. | 22 июл 1996 | Legg Mason Tennis Classic, Вашингтон, США               | Хард     | Майкл Чанг        | 6–2, 6–4                 |
| 8. | 19 апр 1999 | Открытый чемпионат Японии, Токио                        | Хард     | Николас Кифер     | 7–65, 7–5                |

### Мужской парный разряд (24)

#### Победы (11)
| №   | Год         | Турнир                                                | Покрытие | Партнёр             | Соперники в финале             | Счёт в финале |
| 1.  | 7 янв 1991  | Australian Men's Hardcourt Championships, Аделаида    | Хард     | Стефан Крюгер       | Марк Куверманс Пауль Хархейс   | 6–4, 4–6, 6–4 |
| 2.  | 25 мар 1991 | Lipton International, Майами, США                     | Хард     | Пит Норвал          | Роберт Сегусо Кен Флэч         | 5–7, 7–6, 6–2 |
| 3.  | 13 янв 1992 | Heineken Open, Окленд, Новая Зеландия                 | Хард     | Джим Грэбб          | Грант Коннелл Гленн Мичибата   | 6–4, 6–3      |
| 4.  | 9 авг 1993  | Лос-Анджелес, США                                     | Хард     | Михаэль Штих        | Скотт Дэвис Грант Коннелл      | 7–6, 7–6      |
| 5.  | 15 мая 1995 | Открытый чемпионат Германии, Гамбург                  | Грунт    | Евгений Кафельников | Байрон Блэк Андрей Ольховский  | 6–1, 7–6      |
| 6.  | 23 фев 1998 | Чемпионат Европейского сообщества, Антверпен, Бельгия | Хард     | Евгений Кафельников | Томас Карбонелл Франсиско Роиг | 7–5, 3–6, 6–2 |
| 7.  | 2 авг 1999  | Лос-Анджелес (2)                                      | Хард     | Байрон Блэк         | Горан Иванишевич Брайан Макфи  | 6–2, 7–6      |
| 8.  | 24 апр 2000 | Monte-Carlo Masters, Монако                           | Грунт    | Евгений Кафельников | Сэндон Столл Пауль Хархейс     | 6–3, 2–6, 6–1 |
| 9.  | 19 мар 2001 | Indian Wells Masters, США                             | Хард     | Евгений Кафельников | Йонас Бьоркман Тодд Вудбридж   | 6–2, 7–5      |
| 10. | 14 мая 2001 | Rome Masters, Италия                                  | Грунт    | Евгений Кафельников | Даниэль Нестор Сэндон Столл    | 6–4, 7–6      |
| 11. | 17 мар 2003 | Pacific Life Open, Индиан-Уэллс (2)                   | Хард     | Евгений Кафельников | Боб Брайан Майк Брайан         | 3–6, 7–5, 6–4 |

#### Поражения (13)
| №   | Год         | Турнир                                                | Покрытие | Партнёр             | Соперники в финале              | Счёт в финале      |
| 1.  | 6 апр 1992  | Открытый чемпионат ЮАР, Йоханнесбург                  | Хард     | Пит Норвал          | Дани Виссер Питер Олдрич        | 6–4, 6–4           |
| 2.  | 18 мая 1992 | Открытый чемпионат Италии, Рим                        | Грунт    | Марк Кратцман       | Марк Россе Якоб Гласек          | 6–4, 3–6, 6–1      |
| 3.  | 3 авг 1992  | Олимпийские игры, Барселона, Испания                  | Грунт    | Пит Норвал          | Борис Беккер Михаэль Штих       | 7–6, 4–6, 7–6, 6–3 |
| 4.  | 17 мая 1993 | Открытый чемпионат Италии, Рим (2)                    | Грунт    | Марк Кратцман       | Пауль Хархейс Якко Элтинг       | 6–4, 7–6           |
| 5.  | 15 ноя 1993 | Чемпионат Европейского сообщества, Антверпен, Бельгия | Ковёр    | Хавьер Санчес       | Патрик Гэлбрайт Грант Коннелл   | 6–3, 7–6           |
| 6.  | 16 мая 1994 | Открытый чемпионат Италии, Рим (3)                    | Грунт    | Хавьер Санчес       | Евгений Кафельников Давид Рикл  | 6–1, 7–5           |
| 7.  | 15 авг 1994 | Thriftway ATP Championships, Цинциннати, США          | Хард     | Марк Кратцман       | Алекс О'Брайен Сэндон Столл     | 6–7, 6–3, 6–2      |
| 8.  | 23 окт 1995 | Гран-при Лиона, Франция                               | Ковёр    | Джон-Лаффни де Ягер | Евгений Кафельников Якоб Гласек | 6–3, 6–3           |
| 9.  | 27 июл 1998 | Legg Mason Tennis Classic, Вашингтон, США             | Хард     | Патрик Гэлбрайт     | Грант Стаффорд Кевин Ульетт     | 6–2, 6–4           |
| 10. | 1 мар 1999  | Guardian Direct Cup, Лондон, Великобритания           | Ковёр    | Байрон Блэк         | Грег Руседски Тим Хэнман        | 6–3, 7–6           |
| 11. | 9 авг 1999  | du Maurier Open, Монреаль, Канада                     | Хард     | Байрон Блэк         | Йонас Бьоркман Патрик Рафтер    | 7–6, 6–4           |
| 12. | 25 окт 1999 | Гран-при Лиона (2)                                    | Ковёр    | Сэндон Столл        | Пит Норвал Кевин Ульетт         | 4–6, 7–6, 7–6      |
| 13. | 15 мая 2000 | Rome Masters, Италия (4)                              | Грунт    | Евгений Кафельников | Мартин Дамм Доминик Грбаты      | 6–4, 4–6, 6–3      |

## Общественная и благотворительная деятельность
В 1997 году Феррейра участвовал в благотворительном теннисном турнире в честь Нельсона Манделы в Кейптауне. В 2000 году он основал «Фонд Уэйна Феррейры», предназначенный для оплаты поездок молодым южноафриканским теннисистам. В 2001-2002 годах был членом Совета игроков АТР. В настоящее время на добровольной основе тренирует студентов Университета Беркли.